# 르완다 프랑

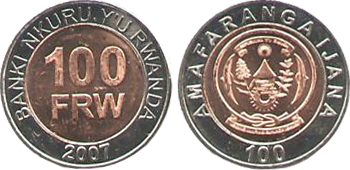

르완다 프랑(ISO 4217:RWF; 또한 RWFR도 된다)은 르완다의 통화이다. 1 프랑은 100 상팀으로 나뉘고 흔히 RF로 써진다..

## 역사
프랑이 르완다의 통화가 된 것은 1916년, 벨기에가 독일의 식민지를 점령, 독일령 동아프리카 루피 (German East African rupie)를 벨기에령 콩고 프랑로 대체하였을 때 도입되었다. 르완다는 1960년에 도입된 르완다 부룬디 프랑 (Rwanda and Burundi franc)이 도입되기 전까지는 벨기에 콩고를 사용하였다. 르완다는 독자적인 프랑을 1964년에 발행하기 시작했다.
5개의 가맹국이 있는 동아프리카 공동체는 새로운 공통 통화인 동아프리카 실링을 2009년 말에 도입할 계획을 가지고 있다.

## 동전
1964년, 동전은 1, 5, 10 프랑이 도입되었는데, 1 프랑 동전과 10 프랑 동전은 백동으로 만들어졌고 5 프랑 동전은 청동으로 만들어졌다. 1969년, 알루미늄으로 만들어진 1 프랑 동전이 도입되고, 1970년에 또한 알루미늄으로 만들어진 ½, 2 프랑 동전이 도입되었다. 크기가 작아진 구리 - 니켈 10 프랑 동전이 1974년에 발행되었다. 황동으로 만들어진 20, 50 프랑 동전은 1977년에 도입되었다.
1-50 프랑 동전의 새로운 시리즈는 2004년(날짜는 2003년으로 찍혀있음)에 발행되었고 100 프랑의 새로운 바이메탈 동전은 2008년(날짜는 2007년으로 찍혀있음)에 도입되었다.
- 1 프랑 - 98% 알루미늄, 2% 마그네슘
- 5 프랑 - 청동
- 10 프랑 - 청동
- 20 프랑 - 니켈 도금 강철
- 50 프랑 - 니켈 - 도금 강철
- 100 프랑 - 니켈 도금 강철(바깥쪽)과 구리 도금 강철(중앙)

## 지폐
1964년, 르완다와 브룬디 발행 은행 (Rwanda and Burundi Bank of Emission)의 지폐는 르완다 홀로 사용하기 위해 발행한 것 위에 발행되었다.
지폐의 종류는 20, 50, 100, 500, 1,000 프랑이었다. 이 지폐들은 이어 동일한 금액에 대해 정기적으로 발행되었다. 20, 50 프랑 지폐는 1977년, 동전으로 대체되었고, 5,000 프랑 지폐가 1978년에 도입되었다. 르완다에서 최초로 2,000 프랑 지폐가 2007년 12월 중반에 도입되었다.

## 역사적 환율
년도별 1 미국 달러 당 르완다 프랑으로 하면 다음과 같다. 보관됨 2020-05-16 - 웨이백 머신
- 262.20 (1995년)
- 393.44 (2000년)
- 574.62 (2004년)
- 610 (2005년)
- 560 (2006년)
- 553 (2007년)

## 같이 보기
- 르완다
- 프랑